# Turbopumpe (Raketentechnik)

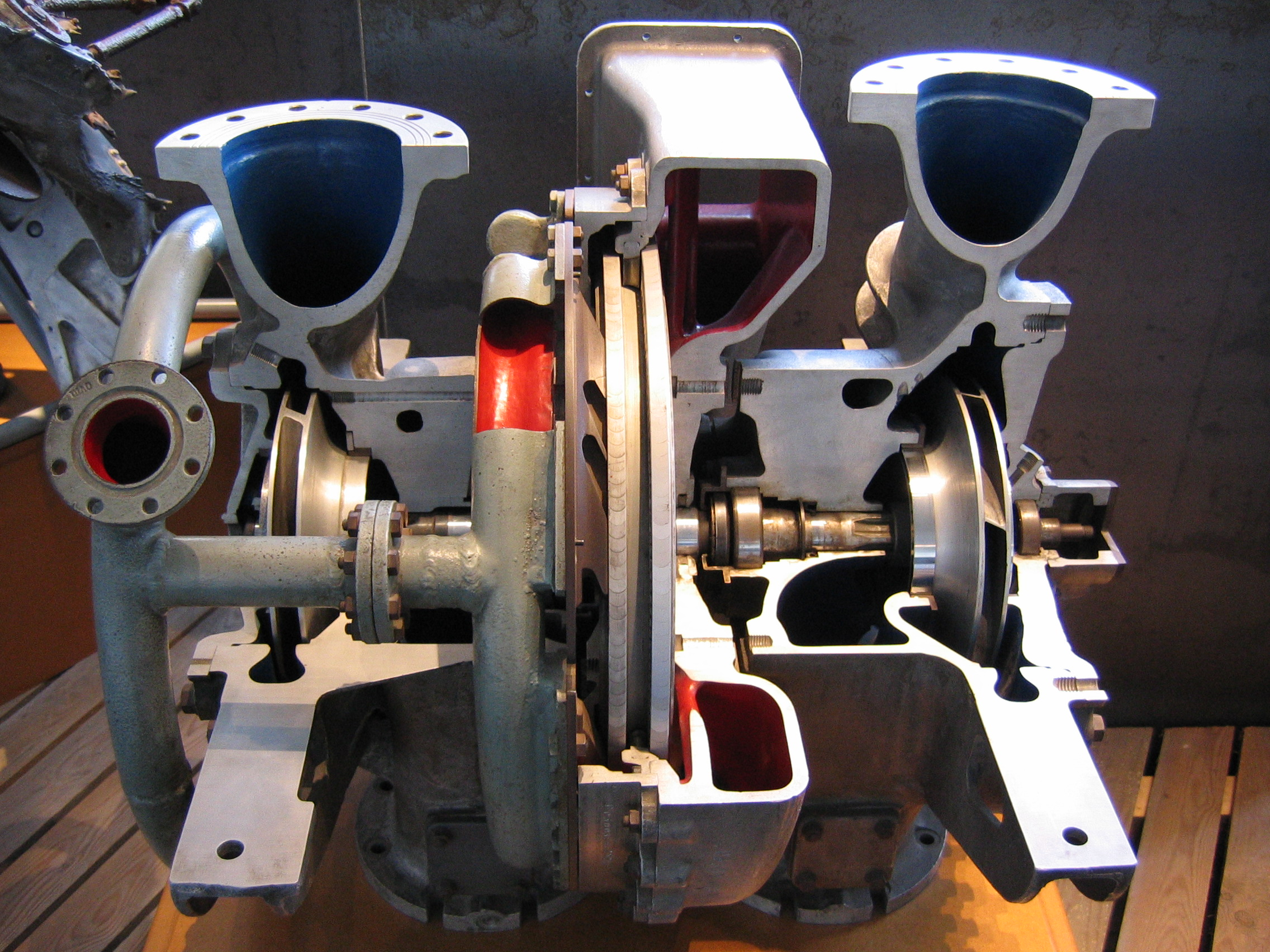
Turbopumpe einer Aggregat 4 (Schnittmodell)

Eine Turbopumpe ist eine durch eine Gasturbine angetriebene Strömungspumpe, die Flüssigkeiten mit sehr hohem Druck und großem Volumenstrom fördert. Sie wird häufig in Flüssigkeitsraketentriebwerken zur Förderung des Treibstoffs (Brennstoff und Oxidator) eingesetzt.

## Geschichte
Konstantin Ziolkowski und Hermann Oberth schlugen Anfang des 20. Jahrhunderts unabhängig voneinander Raketen mit flüssigen Treibstoffen vor; Oberth erarbeitete schließlich ab 1912 die mathematischen Grundlagen dazu. Ebenfalls unabhängig davon stellte Robert H. Goddard eigene Überlegungen an und erhielt am 14. Juli 1914 ein Patent, das unspezifisch u. a. Raketen mit flüssigen Treibstoffen beschreibt. Der Treibstoff sollte dabei durch von Benzin-Kolbenmotoren angetriebenen Pumpen gefördert werden. Seine Arbeit, die sich vorrangig mit „Sprengstoffraketen“ auf Basis von rauchschwachem Pulver beschäftigte, veröffentlichte er 1919 in „A Method of Reaching Extreme Altitudes“. In Randnotizen merkte er an, dass eine ähnliche Effizienz auch beim Einsatz von Wasserstoff und Sauerstoff möglich sei. Der Treibstoff müsse jedoch, um die Masse der Treibstoffbehälter gering zu halten, in fester oder flüssiger Form vorliegen. Dies wäre jedoch aufgrund technischer Hürden schwierig umzusetzen. Bei seinen späteren Versuchen verwarf Goddard die Pumpenförderung und wählte ein Verfahren zur Druckförderung. In „Die Rakete zu den Planetenräumen“ führte Hermann Oberth 1923 unterschiedliche Varianten für Raketen mit flüssigen Treibstoffen an. Oberths Beschreibungen beziehen sich dabei auf die Brennstoffe Alkohol und Wasserstoff, jeweils mit Sauerstoff als Oxidator. Wie Oberth in einer späteren Auflage anmerkte, schrieb er sein Buch ohne Kenntnis der wenige Jahre zuvor erschienenen Schrift von Goddard und ging mathematisch deutlich weiter in die Tiefe. Unter anderem beschreibt dieses Werk Mechanismen zur Pumpen- und Druckförderung. Oberth erkannte, dass mit zunehmender Größe einer Rakete die Druckförderung unpraktikabel wird, weil die Tanks durch höheren Druck stärker und somit massereicher dimensioniert werden müssen, was wiederum zu größeren Triebwerken und Treibstoffmengen führt (vgl. Raketengrundgleichung).
Für die praktische Umsetzung wurde schließlich Mitte 1935 von Wernher von Braun ein Projekt zur Entwicklung einer neuen Treibstoffpumpe angestoßen. Hierzu wurde die Klein, Schanzlin & Becker AG (KSB) beauftragt, die bereits Erfahrung in der Herstellung von Pumpen für den Bergbau, die Marine und die Feuerwehr hatte. Die hohen Anforderungen, insbesondere die extremen Temperaturen und der Zwang zur Leichtbauweise, stellten große Herausforderungen dar und erforderten mehrere Jahre Forschung und Entwicklung. Das Ziel, eine per Gasturbine angetriebene Kreiselpumpe zu entwickeln, stand schnell fest. Besonders dem Abzweigen der heißen Verbrennungsgase aus der Brennkammer zum Antrieb der Turbine wurde großes Augenmerk geschenkt, worauf im Frühling 1936 mehrere Patente, jedoch ohne nennenswerten Erfolg, folgten (erst 1962 wurde diese Methode erstmals bei der NASA erfolgreich getestet). Unterdessen stieß James Hart Wyld in der American Rocket Society im Juni 1936 eine Diskussion an. Er stellte dort 18 Ansätze zur Druck- und Pumpenförderung vor, abseits einer langen Liste an Problemen gab es aber keinen kohärenten Lösungsvorschlag. Den Schritt zur Lösung sollte letztlich ein eigenständiger Gasgenerator bringen, der ab März 1936 von Hellmuth Walter entwickelt wurde (siehe Walter-Antrieb).
Die Erprobung des Walter-R-1-203-Triebwerks erfolgte ab 1937 in mehreren modifizierten Heinkel He 112. Dieses Triebwerk mit regelbaren Turbopumpen kam am 20. Juni 1939 beim Erstflug der Heinkel He 176 zum Einsatz. Durch die gesammelten Erfahrungen konnten 1939 und 1940 mit Unterstützung der Luftwaffe weitere Prototypen anhand der He 112 getestet werden. Ab Anfang 1941 standen die Grundkonfiguration für den Gasgenerator und die später im Aggregat 4 eingesetzte Turbopumpe fest. Der erste erfolgreiche Start einer Rakete mit Turbopumpe – der Aggregat 4 – gelang am 3. Oktober 1942.
Ab 1946 erforschte die US-amerikanische Aerojet die Nutzung von flüssigem Wasserstoff (LH2) als Treibstoff. Im März 1947 stellte das Unternehmen eine Designstudie vor. Ende 1948 war die erste Pumpe gebaut und es konnte mit dem Testen begonnen werden. Nach mehreren Anpassungen und Korrekturen wurde die erste funktionsfähige Wasserstoff-Turbopumpe mit einer Förderleistung von 0,25 kg/s im März 1949 fertiggestellt. Jedoch startete erst Anfang der 1960er eine Rakete mit einer LH2-Turbopumpe in einer Centaur-Oberstufe, deren Raketenmotor RL10A-1 1959 bei Pratt & Whitney erstmals getestet worden war.
Die bis dahin leistungsstärkste Turbopumpe mit einer Leistung von über 40 MW wurde ab 1967 in den Rocketdyne-F-1-Triebwerken der Saturn V im Rahmen des Apollo-Programms zur Mondlandung eingesetzt. Übertroffen wurden diese ab 1985 in den RD-170-Triebwerken der Energija-Trägerrakete. Diese leisteten 189 MW und förderten 1792 kg Sauerstoff sowie 732 kg Kerosin pro Sekunde. Mit einem Ausgangsdruck von 60,2 MPa für den Sauerstoff und 50,6 MPa für Kerosin ermöglichte sie einen Brennkammerdruck von 24,5 MPa für einen spezifischen Impuls von 3030 Ns/kg und damit einen deutlich höheren Wirkungsgrad im Vergleich zum F-1-Triebwerk (7,0 MPa bzw. 2055 Ns/kg) und dem Aerojet Rocketdyne RS-25 Haupttriebwerk des Space Shuttle (SSME) (20,6 MPa bzw. 3660 Ns/kg) von 1980.
Seit Jahrzehnten zählen Turbopumpen neben der Druckgasförderung zu den Standardkomponenten von Flüssigkeitsraketentriebwerken. Elektrische Pumpen sind allerdings unter bestimmten Voraussetzungen effizienter als Turbopumpen und können speziell für die erste Stufe von Kleinsatelliten-Startsystemen von Nutzen sein. Erstmals 2018 startete eine Electron-Rakete mit Rutherford-Triebwerken, die elektrisch betriebene Pumpen nutzen.

## Aufbau und Funktion

Schema der Turbopumpe eines RD-107-Triebwerks

Die Turbopumpe eines modernen Flüssigtreibstoffraketentriebwerks besteht aus mehreren Komponenten. Die wesentlichen Bestandteile sind eine oder mehrere Gasturbinen sowie eine oder mehrere Strömungspumpen. Die Methode zur Erzeugung des Heißgases als Arbeitsmedium über einen Gasgenerator hat einen direkten Einfluss auf das Druckverhältnis und die Durchflussrate, die der Turbine zur Verfügung steht. Daher unterscheidet sich die Konstruktion von Turbopumpen signifikant durch die Auswahl dieser Komponenten. Eine weitere große Herausforderung ist der hohe Temperaturunterschied zwischen dem Heißgas, das die Turbine antreibt und den teilweise kryogenen Flüssigkeiten, die von der Pumpe gefördert werden.
Um die Effizienz des Raketenantriebs zu maximieren, muss das Leergewicht der Rakete so gering wie möglich gehalten werden, sodass Turbopumpen eine der besten Leistungsdichten sich drehender Maschinen aufweisen. Die Treibstoff-Turbopumpe des Aerojet-Rocketdyne-RS-25-Triebwerks (SSME) des Space Shuttle und des SLS leistet z. B. rund 153 kW/kg, was etwa dem 30-fachen des Motors eines Formel-1-Rennwagens entspricht.

### Pumpe

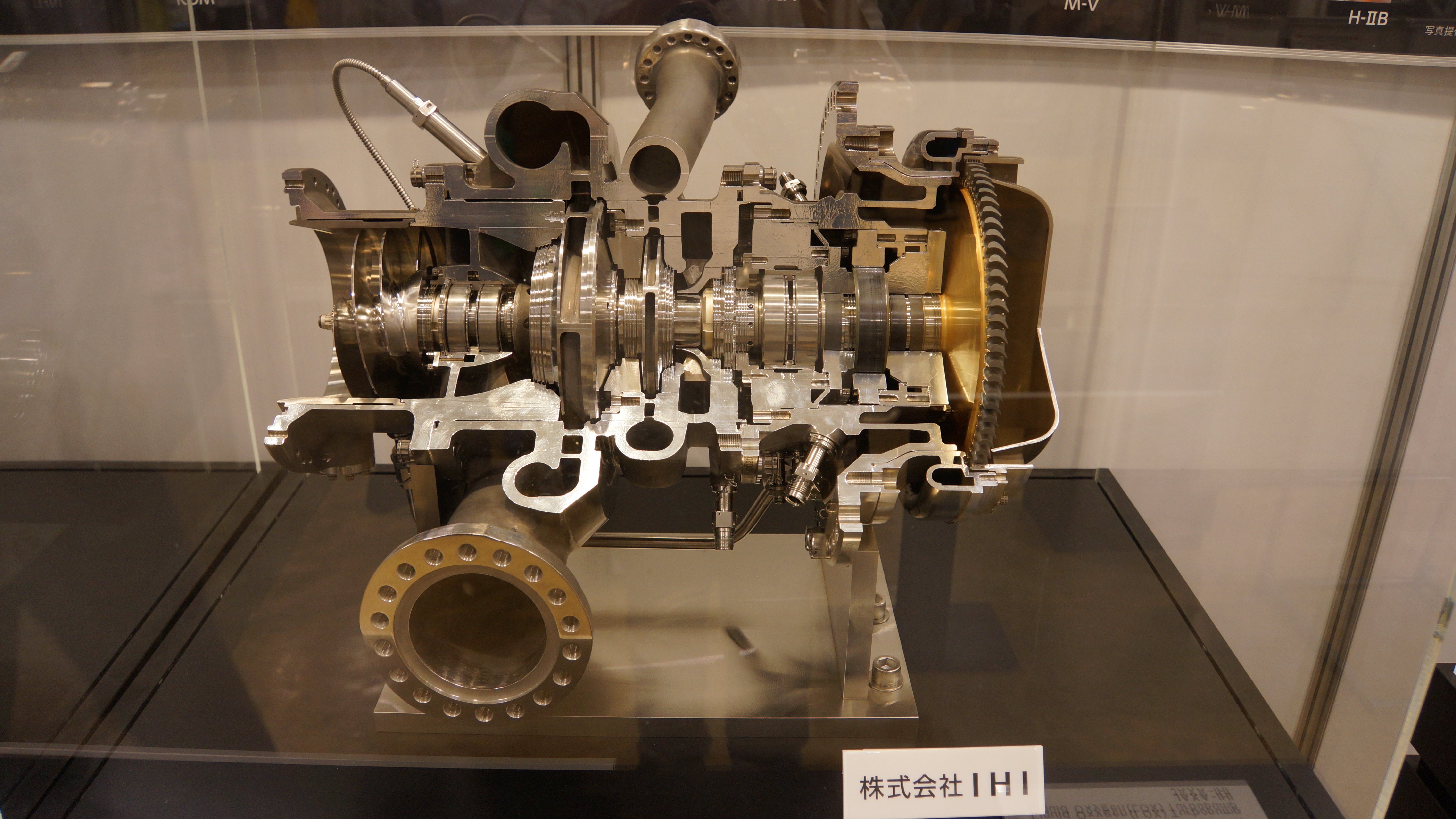
Unterschiedliche Turbopumpen für LO_{2} und …

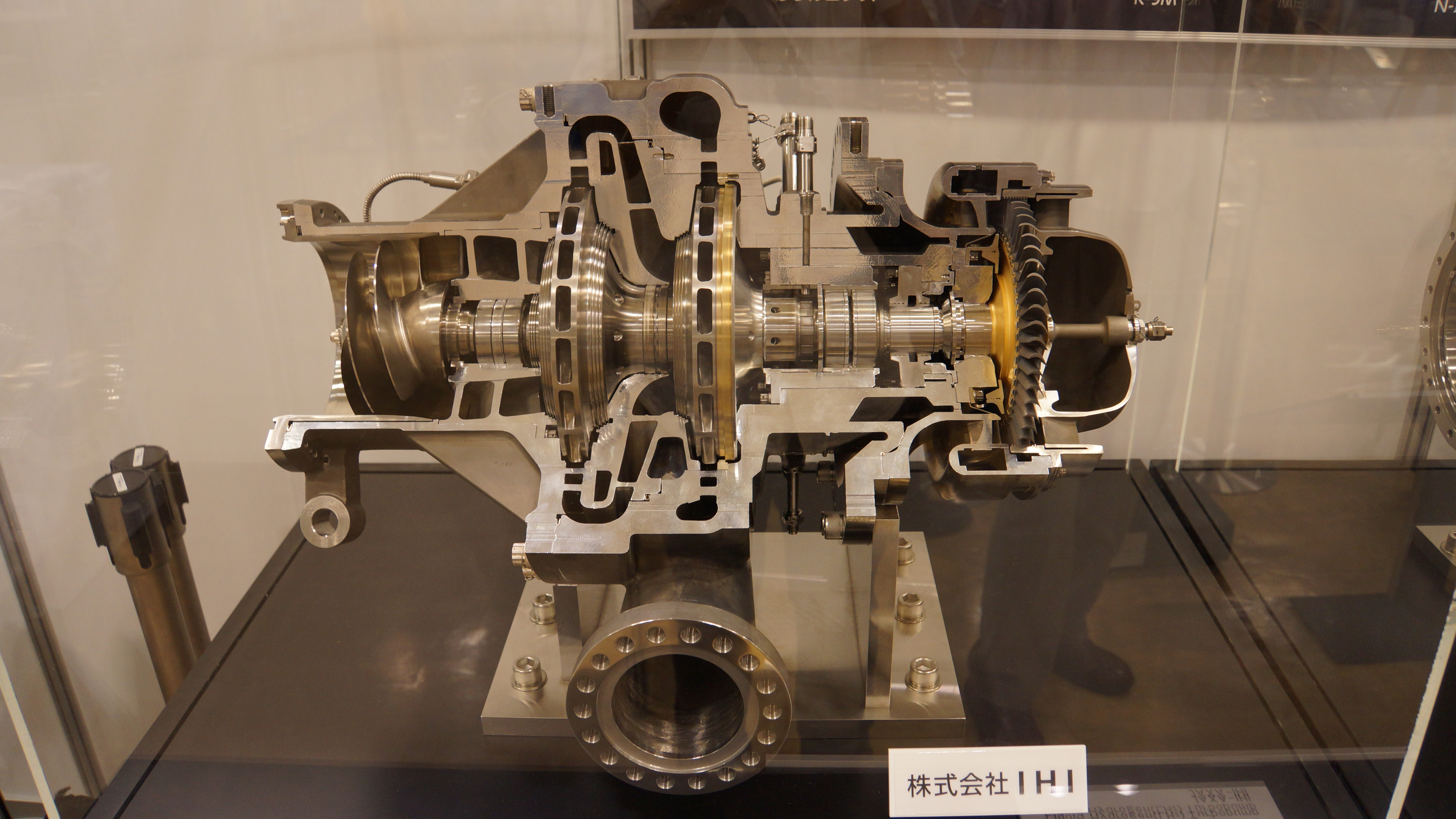
… LH_{2} eines Mitsubishi LE-7(A)-Raketenmotors

Turbopumpen werden häufig als einstufige Radialpumpen oder mehrstufige Axialpumpen ausgeführt. Ein wesentlicher Faktor für die Konstruktion sind die physikalischen Parameter der zu fördernden Flüssigkeit. Hierbei spielen insbesondere deren Dichte, Viskosität und Temperatur sowie die benötigte Förderleistung eine große Rolle.
Der Pumpeneinlassdurchmesser wird in der Regel basierend auf dem verfügbaren NPSH-Wert bemessen. Aufgrund der relativ hohen Dichte von Flüssigsauerstoff (LOX / LO2) kann eine LO2-Pumpe in der Regel so ausgelegt werden, dass sie den erforderlichen Druckanstieg in einer einzigen Stufe einer Radialpumpe bei optimaler Drehzahl liefert. Im Gegensatz dazu ist eine LH2-Turbopumpe aufgrund der geringen Dichte von flüssigem Wasserstoff in ihrer Drehzahl begrenzt. Um die Fliehkraftbeanspruchung auf die Turbinenschaufeln zu reduzieren und die Masse geringer zu halten, kann hier auf mehrstufige Axialpumpen zurückgegriffen werden.

### Gehäuse & Dichtungen
An die Gehäuse von Turbopumpen, bei denen die Turbine mittels einer direkten Welle mit der Pumpe verbunden ist, werden besondere Ansprüche an die Konstruktion gestellt. Während die Pumpe teils Flüssigkeiten unter kryogenen Bedingungen (i. d. R. −183 bis −253 °C) fördert, wird die Turbine durch Heißgas im Bereich von 650 bis 900 °C angetrieben. Bei Treibstoffen wie z. B. LOX-RP-1 entstehen gleich drei stark abweichende Temperaturbereiche. Um die Bereiche voneinander abzugrenzen, werden spezialisierte dynamische Dichtungen benötigt.

### Turbine
Beim Antrieb der Gasturbine kann für die Erzeugung sowie das Abführen des Arbeitsmediums in der Funktion zwischen Neben- und Hauptstromverfahren unterschieden werden. Je nach Antriebsart und Arbeitsmedium wird die Turbine auf unterschiedliche Art gestartet. Zu den gängigen Verfahren gehört der Start mit einer Festtreibstoff-Patrone, flüssigem Treibstoff oder mittels des Drucks eines Treibstofftanks. Weniger gebräuchlich ist der Start über einen eigenen Druckgas-Tank, wie z. B. beim Rocketdyne-J-2-Triebwerk.

#### Nebenstromverfahren
Beim Nebenstromverfahren wird das Arbeitsmedium der Turbine entweder in die Umgebung abgeleitet oder zur Kühlung des Triebwerks verwendet. Das Arbeitsmedium wird entweder über einen Gasgenerator und einen eigenen Treibstoff (engl. monopropellant gas generator) bzw. aus dem Raketentreibstoff (engl. bipropellant gas generator) erzeugt oder es werden Verbrennungsgase aus dem Brennraum (engl. thrust chamber tap-off) abgezweigt.
Das Nebenstromverfahren kommt beispielsweise beim Vulcain-Raketentriebwerk der Ariane-Raketen zur Anwendung. Über separate Treibstoffe (oft ein Wasserstoffperoxid-Gemisch) wurden z. B. die Turbopumpen der Aggregat 4 und die Turbopumpen des RD-107-Triebwerks angetrieben.

#### Hauptstromverfahren

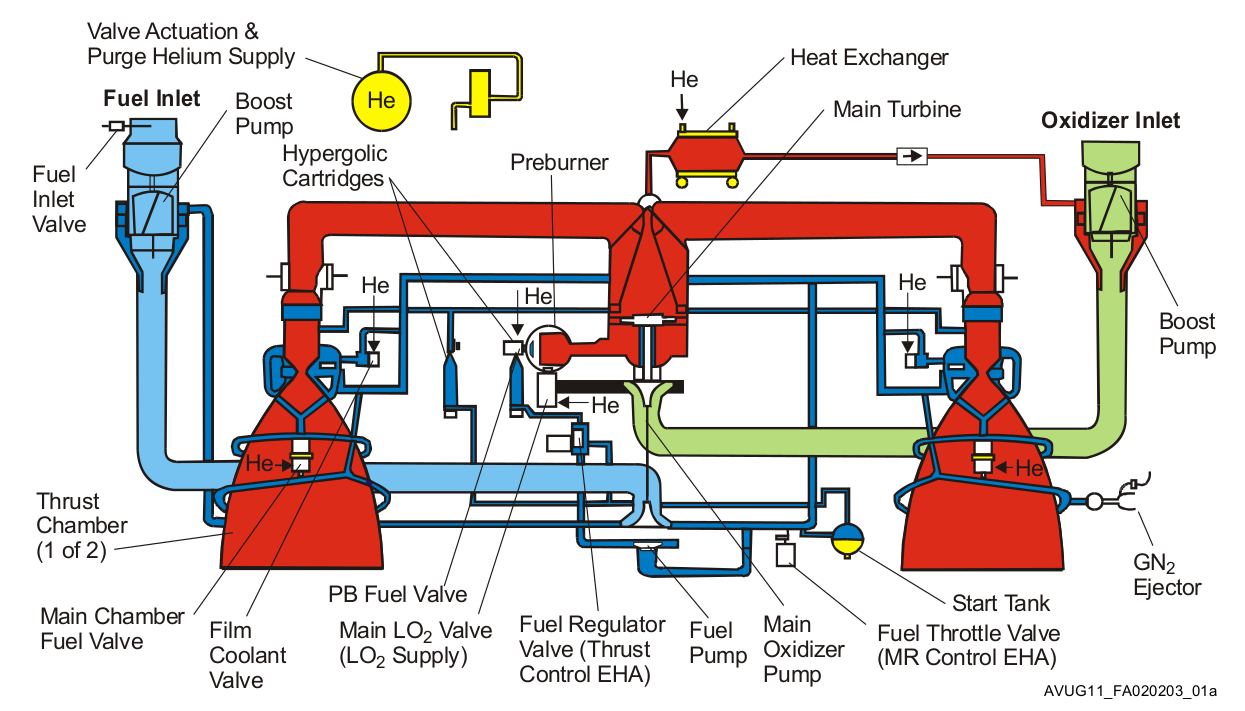
Schema des RD-180-Triebwerks mit zwei statt vier Brennkammern

Im später entwickelten Hauptstromverfahren wird das Arbeitsmedium nach Durchlaufen der Turbine in die Brennkammer gespeist und trägt dort zum Schub bei. Das Arbeitsmedium wird hier entweder über einen Gasgenerator aus dem Raketentreibstoffgemisch erzeugt oder aus dem Brennraum abgezweigt.
Die Verbrennung erfolgt hier mehrstufig (engl. staged-combustion cycle). Zuerst wird das Treibstoffgemisch in einem Gasgenerator, hier Vorbrenner (engl. preburner) genannt, verbrannt um die Turbinen anzutreiben. Um die Temperaturen für die Turbinenmaterialien verträglich zu halten, wird für die Erzeugung des Arbeitsmediums ein ungünstiges Verbrennungsluftverhältnis verwendet. Dabei entsteht ein Heißgasstrom, der noch große Mengen an unverbranntem Brennstoff oder Oxidator enthält und daher vergleichsweise kühl ist. Dieser Strom treibt zunächst die Turbine der Turbopumpe an und wird anschließend direkt in die Brennkammer geleitet, um dort an der regulären Verbrennung zur Schuberzeugung teilzunehmen.
Beim Expanderverfahren (engl. hot-fuel tap-off bzw. expander cycle) wird kein Gasgenerator verwendet. Hier wird eine der beiden Treibstoffkomponenten zur Kühlung durch den Mantel des Brennraums geführt und stark erhitzt. Der entstehende Heißgasstrom wird zum Antrieb der Turbine genutzt und später wieder in den Brennraum zurückgeführt.
Beispiele für das Hauptstromverfahren sind das Aerojet Rocketdyne RS-25 (Space Shuttle Main Engine) und das BE-4 sowie die russischen RD-0120- und RD-170-Triebwerke. Die Turbopumpeneinheit des RD-170 wird von einem Gemisch aus der gesamten Menge des Sauerstoffs und einem geringen Anteil Kerosin angetrieben (engl. oxydizer rich staged combustion cycle). Sie besteht aus einer einstufigen axialen Strahlturbine für den Antrieb, einer einstufigen Kreiselpumpe für die Förderung des Sauerstoffs und einer zweistufigen Kreiselpumpe für das Kerosin.